# Australien i olympiska vinterspelen 1936
Australien deltog med en deltagare vid de olympiska vinterspelen 1936 i Garmisch-Partenkirchen. Landets deltagare erövrade ingen medalj.